# Ортлі (Південна Дакота)
Ортлі (англ. Ortley) — місто (англ. town) в США, в окрузі Робертс штату Південна Дакота. Населення — 50 осіб (2020).

## Географія
Ортлі розташоване за координатами 45°20′6″ пн. ш. 97°12′18″ зх. д. / 45.33500° пн. ш. 97.20500° зх. д. (45.334946, -97.204946).  За даними Бюро перепису населення США в 2010 році місто мало площу 5,81 км², уся площа — суходіл.

## Демографія
Згідно з переписом 2010 року, у місті мешкало 65 осіб у 28 домогосподарствах у складі 20 родин. Густота населення становила 11 осіб/км².  Було 42 помешкання (7/км²).
Расовий склад населення:
| - 84,6 % — білих - 12,3 % — корінних американців |

До двох чи більше рас належало 3,1 %. Частка іспаномовних становила 0,0 % від усіх жителів.
За віковим діапазоном населення розподілялося таким чином: 16,9 % — особи молодші 18 років, 50,8 % — особи у віці 18—64 років, 32,3 % — особи у віці 65 років та старші. Медіана віку мешканця становила 48,6 року. На 100 осіб жіночої статі у місті припадало 124,1 чоловіків;  на 100 жінок у віці від 18 років та старших — 125,0 чоловіків також старших 18 років.
Середній дохід на одне домашнє господарство  становив 36 860 доларів США (медіана — 45 833), а середній дохід на одну сім'ю — 43 856 доларів (медіана — 45 625). За межею бідності перебувало 25,0 % осіб, у тому числі 0,0 % дітей у віці до 18 років та 33,3 % осіб у віці 65 років та старших.
Цивільне працевлаштоване населення становило 15 осіб. Основні галузі зайнятості: публічна адміністрація — 33,3 %, мистецтво, розваги та відпочинок — 20,0 %, освіта, охорона здоров'я та соціальна допомога — 20,0 %.